# Ophellantha
Ophellantha es un género perteneciente a la familia de las euforbiáceas con dos especies de plantas.

## Taxonomía
El género fue descrito por Paul Carpenter Standley y publicado en Journal of the Washington Academy of Sciences 14(4): 97. 1924. La especie tipo es: Ophellantha spinosa Standl.

## Especies aceptadas
A continuación se brinda un listado de las especies del género Ophellantha aceptadas hasta marzo de 2014, ordenadas alfabéticamente. Para cada una se indica el nombre binomial seguido del autor, abreviado según las convenciones y usos.
- Ophellantha spinosa Standl.
- Ophellantha steyermarkii Standl.